# 画大
画大（がくだい、1971年12月18日 - ）は、日本の俳優。ノックアウト所属。

## 来歴
1996年、融合事務所の新人育成機関融合FARM新人募集に合格、練習生として月1回ライブ出演するようになる。
1998年、融合FARMのメンバー10名で「劇団GINGUIS FARM」を設立。2000年に退団。

## 人物
特技は合気道（黒帯）、殺陣、亀のマイム、野球、乗馬。
全国の小・中学校を巡業する子ども向けミュージカルにて、亀役（臼役との二役）を務めたことから、亀のマイムが特技となった。

## 出演

### テレビドラマ
- きらきらひかる 第1話（1997年、フジテレビ）
- 月の輝く夜だから 第9話〜第12話（1999年、フジテレビ）
- らせん第4話（1999年、フジテレビ）
- 伊藤潤二ホラーコレクション 墓標の街（2000年、テレビ朝日）
- 火曜サスペンス劇場 警視庁鑑識班11「白骨死体を我が子と絶対に認めない父と母の六年前の心の闇」（2000年、日本テレビ）- 美容師 役
- 危険な扉 第10話（2001年、テレビ朝日）
- 金曜ナイトドラマ（テレビ朝日）
  - 生きるための情熱としての殺人 第8話「車椅子の花嫁」（2001年8月31日）
  - 九龍で会いましょう 第8話（2002年）
- 真夜中は別の顔 第12話（2002年、NHK）
- 恋するトップレディ 準レギュラー（2002年、フジテレビ）
- ドラマ・ブロードウェイ『一攫千金』（2002年、フジテレビ）
- 木曜劇場 恋愛偏差値 第4話（2002年、フジテレビ）- 編集者 役
- ダブルスコア レギュラー（2002年、フジテレビ）- 警視庁南麻布署捜査課刑事 橋本伸太郎 役
- 川、いつか海へ 第2話（2003年、NHK）
- ダイヤモンドガール 第1話（2003年、フジテレビ）
- 僕の生きる道 第4話「教師・失格」（2003年1月28日、フジテレビ）
- ワンダフルライフ 第7話「告白」（2004年、フジテレビ）
- リターンマッチ〜敗者復活戦〜（2004年12月、東海テレビ）
- 愛と友情のブギウギ 第8話「主婦、奔走する!」（2005年4月7日、NHK）
- Ns'あおい 第9話「リストラ看護助手の勇気」（2006年3月7日、フジテレビ）
- ギャルサー 第4話「詐欺ギャル秘七変化…高慢女子アナへ仰天逆襲」（2006年5月6日、日本テレビ）
- 相棒（テレビ朝日）
  - season5 第1話「杉下右京 最初の事件」（2006年10月11日）- 市役所職員・通称「軍曹」・岡安敏男 役
  - season8 第10話「特命係、西へ!」（2010年1月1日） - 今井刑事（京都府警） 役
  - Season20 第9話「生まれ変わった男」（2021年12月15日）- 聖洋大学陸上競技部員・本名「吉岡太陽」の父親 吉岡博幸 役
- 名探偵コナン10周年記念ドラマスペシャル「工藤新一への挑戦状〜さよならまでの序章（プロローグ）〜」（2006年10月2日、読売テレビ）
- 金曜エンタテイメント「ひみつな奥さん」（2006年11月、フジテレビ）
- 土曜プレミアム「硫黄島〜戦場の郵便配達〜」（2006年12月、フジテレビ）
- 死ぬかと思った（日本テレビ）
  - Case04「お母さん」（2007年4月）
  - Case12「ペテン師」（2007年6月）
- 有閑倶楽部 準レギュラー（2007年10月〜、日本テレビ）- 梅錦 役
- 恋のから騒ぎドラマスペシャル（日本テレビ）
  - 〜Love StoriesIV〜3.『殺したい女』（2007年11月30日）
  - 〜Love StoriesVI〜3.『尽くす女』（2009年9月25日）
- 南洲翁異聞〜おいどんは、丸腰・平和使節で韓国へ行く（2008年1月、鹿児島テレビ）- 薩摩藩士 別府晋介 役
- ごくせん 第3シリーズ 準レギュラー（2008年4月〜、日本テレビ） - 高山刑事 役
- あの日、僕らの命はトイレットペーパーよりも軽かった －カウラ捕虜収容所からの大脱走－（2008年7月、日本テレビ）
- 月曜ゴールデン（TBS）
  - 警視庁三係・吉敷竹史シリーズ 4 幽体離脱殺人事件（2008年10月）- 鳴海刑事 役
  - 「ご近所探偵・五月野さつき 4 旅立ちの代償」（2009年8月3日）- 片山刑事 役
  - 「ヤメ刑探偵 加賀美塔子 第3作 歪んだ動機」（2015年9月）- 焼津警察署刑事 沼尾 役
- チチ、カエル〜ボクとオカマの夏休み〜（2008年10月、フジテレビ）- オカマのナザロフ 役
- トミカヒーロー　レスキューフォース 第41話「隊長の兄登場 ハイパーレスキュー大特集」（2009年1月17日、テレビ東京）- 石黒鋭一 役
- 銭ゲバ（日本テレビ）
  - 第4話「僕の家族は母さんだけズラ」（2009年2月7日）
  - 第6話「逮捕…金が招いた不幸ズラ」（2009年2月21日）
- アイシテル〜海容〜 レギュラー（2009年4月〜、日本テレビ）- 家庭裁判所調査官　宮本 役
- おひとりさま 第5話「緊急お見合!Wデート!プロポーズ!」（2009年11月13日、TBS）
- 新春スペシャルドラマ「最後の約束」（2010年1月、フジテレビ）
- エンゼルバンク〜転職代理人 第4話「父の転職活動!!試される親子の絆」（2010年2月4日、テレビ朝日）
- 泣かないと決めた日 第5話「ついに反撃開始」（2010年2月23日、フジテレビ）
- 大河ドラマ 龍馬伝 第9話「命の値段」（2010年2月28日、NHK）- 薩摩藩士 樺山三円 役
- ハンチョウ〜神南署安積班〜 シリーズ2（TBS）- クラブ「アリス」マネージャー 役
  - 第8話「遺留DNA…完全一致する容疑者が2人!?」（2010年3月1日）
- ハンチョウ〜警視庁安積班〜 シリーズ6（TBS）- 関東第一銀行主任 戸田浩志 役
  - 第9話「課長撃たれる!遂に明かされる15年前の真実」（2013年3月11日）
  - 最終話「ひとつの命のために」（2013年3月18日）
- Mother（日本テレビ）
  - 第6話「さよならお母さん」（2010年5月19日）
  - 第8話「断ち切れない絆」（2010年6月2日）
- ドラマ24 トラブルマン 第8話（2010年6月4日、日本テレビ）- 借金男 役
- 崖っぷちのエリー〜この世でいちばん大事な「カネ」の話〜 第9話（2010年9月、テレビ朝日） - 編集者 役
- ナサケの女〜国税局査察官〜 第3話（2010年11月、テレビ朝日）
- FとPに挟まれたN〜朝本武の場合〜（2010年11月、NHK BSi） - お見合いパーティー司会者 役
- サザエさん生誕65年記念!!新春スペシャルドラマ「サザエさん3」（2011年1月、フジテレビ） - AD 役
- 悪党〜重犯罪捜査班 第3話（2011年2月、テレビ朝日）
- LADY〜最後の犯罪プロファイル〜 第6話（2011年2月、TBS）
- デカワンコ（日本テレビ）
  - 第5話（2011年2月）
  - デカワンコ新春スペシャル（2012年1月）
- Dr.伊良部一郎 第3話（2011年2月、テレビ朝日） - ディレクター 役
- 示談交渉人 ゴタ消し 第11話（2011年3月、読売テレビ） - 石本 役
- 四つ葉神社ウラ稼業 失恋保険 告らせ屋 第9話（2011年6月、読売テレビ） - 杉谷 役
- JIN-仁- 第11話（2011年6月、TBS）
- ブルドクター 準レギュラー （2011年7月〜、日本テレビ） - 下平晃 役（鑑識）
- 金曜スーパープライム「ミエルオンナ月子〜真夏の夜のコワーイ話〜（2011年8月、日本テレビ）
- HUNTER〜その女たち、賞金稼ぎ〜 第1話（2011年10月、フジテレビ） - 瀬崎裕次郎 役（指名手配犯）
- 陽だまりの樹 第1話（2012年1月、NHK BS2）
- 松本清張没後20年特別企画・市長死す（2012年4月、フジテレビ）
- 37歳で医者になった僕〜研修医純情物語〜 第6話（2012年5月、フジテレビ）
- 塔馬教授の天才推理（1）隠岐島の黄金伝説殺人事件（2012年6月、フジテレビ） - 杉本真一 役
- 金曜ロードSHOW!特別ドラマ企画「家族、貸します〜ファミリー・コンプレックス〜」（2012年7月、日本テレビ）
- 東野圭吾ミステリーズ 「結婚報告」（2012年9月、フジテレビ） - 島崎刑事 役
- 東京全力少女 第1話・第2話（2012年10月、日本テレビ）
- てふてふ荘へようこそ 第3話（2012年11月、NHK BSプレミアム） - 岡本 役（プロデューサー）
- PRICELESS〜あるわけねぇだろ、んなもん!〜〜第4話（2012年11月、フジテレビ） - 相模川製作所工場長 役
- ダブルス〜二人の刑事 第5話（2013年5月、テレビ朝日） - キャバクラ店マネージャー 役
- ショムニ2013 第2話（2013年7月、フジテレビ） - 峰岸課長 役
- Woman 第8話（2013年8月、日本テレビ） - 神輿の青年団員 役
- 鍵のない夢を見る 第1話（2013年9月、WOWOW） - 刑事 役
- ダンダリン 労働基準監督官 第8話（2013年11月、日本テレビ） -「アディオス」駅前店店長 役
- 刑事のまなざし 第9話（2013年12月、TBS） - 難波 役（振り込め詐欺犯人）
- 戦力外捜査官 準レギュラー（2014年1月〜、日本テレビ） - 生活安全課警官 役
- 隠蔽捜査 第10話・第11話（2014年3月、TBS） - 平井進 役（代議士運転手）
- トクボウ 警察庁特殊防犯課 第5話（2014年5月、読売テレビ） - 九条エレクトロニクス社員 役
- 松本清張ドラマスペシャル・死の発送 （2014年5月、フジテレビ） - 長谷川 役（競馬担当記者）
- ホワイト・ラボ 警視庁特別科学捜査班 第8話（2014年6月、TBS）
- 西村京太郎スペシャル 警部補・佐々木丈太郎7（2014年6月、フジテレビ） - 榊刑事 役（組織犯罪対策部）
- ブラック・プレジデント 準レギュラー（2014年5月〜、フジテレビ） - 山岡 役（編集者）
- HERO 第3話（2014年7月、フジテレビ） - 佐伯亘 役（傷害致死被疑者）
- 東京スカーレット〜警視庁NS係 第8話（2014年9月、TBS） - カズ 役（ホームレス）
- ビンタ!〜弁護士事務員ミノワが愛で解決します〜 第7話（2014年11月、読売テレビ） - 上原 役（売れない役者・ボロアパート住人）
- 素敵な選TAXI 第9話（2014年12月、KTV） - 立てこもり刑事 役
- 保育探偵25時〜花咲慎一郎は眠れない!!〜 第8話（2015年3月、テレビ東京）
- 未解決事件 (NHKスペシャル)追跡プロジェクト「名古屋市西区主婦殺害事件」（再現ドラマパート）（2015年3月、NHK）
- 松本清張ミステリー時代劇 第1話「流人騒ぎ」（2015年4月、BSジャパン） - 栄造 役
- Dr.倫太郎 第6話（2015年5月、日本テレビ）
- 連続ドラマW「しんがり〜山一證券 最後の聖戦〜」（2015年9月20日〜2015年10月25日、WOWOW）
- スペシャルドラマ「私という名の変奏曲」（2015年10月、フジテレビ） - 捜査一課 根津刑事 役
- サムライせんせい 第2話（2015年10月、テレビ朝日）
- 大杉探偵事務所〜砕かれた過去編〜（2015年11月、WOWOW）
- 閉まる自動ドア（2015年11月、NHK） - 医師 島崎光一 役
- スペシャリスト 第2話・最終話（2016年1月、テレビ朝日） - 捜査一課 戸越刑事 役
- 山本周五郎人情時代劇  第9話「しじみ海岸」（2016年2月、BSジャパン） - 吟味与力 高木新左衛門 役
- 天才バカボン〜家族の絆（2016年3月、日本テレビ）
- 88時間（2016年3月、NHK）
- 民王スピンオフ〜恋する総裁選〜（2016年4月22日、テレビ朝日） - 貝原修平（貝原の父）役
- 火の粉 第5話（2016年4月、フジテレビ）
- 警視庁・捜査一課長 第9話（2016年6月、テレビ朝日） - 安西健一 役
- 連続テレビ小説とと姉ちゃん 第17週・第18週（2016年7月、8月　NHK） - 袴田久（袴田料理学校の副校長）役
- IQ246〜華麗なる事件簿〜 第8話（2016年12月、TBS） - 青いジャンパーの男（スリ）役
- 日曜ワイド 警視庁さがし物係（2018年2月、テレビ朝日） - 小坂部幸雄　役
- 開局60年記念ドラマ天才を育てた女房　世界が認めた数学者と妻の愛 （2018年2月、読売テレビ）
- FINAL CUT 最終話（2018年3月、関西テレビ放送） - 丹羽武士　(刑事)役
- シグナル 長期未解決事件捜査班 第1話・第2話（2018年4月、関西テレビ放送） - 城西署刑事 役
- グッドドクター 第8話（2018年７月、フジテレビ） - ラーメン屋店主 役
- 科捜研の女season 18 第7話（2018年12月、テレビ朝日） - 赤崎省吾（犯人） 役
- 初めて恋をした日に読む話 第2話（2019年1月、TBS） - 順子の高校時代の担任 役
- ラジエーションハウス　～放射線科の診断レポート～ 第7話（2019年5月、CX） - 救急患者 役
- 刑事7人（2019年） - 津島卓
- 青のSP―学校内警察・嶋田隆平―（2021年） - 仁村 役
- #コールドゲーム（2021年6月6日 - 、東海テレビ・フジテレビ） - 佐藤洋介 役
- 前科者 -新米保護司・阿川佳代-（2021年11月20日、WOWOW） - 野村克幸 役
- 二月の勝者-絶対合格の教室-（2021年10月 - 12月、日本テレビ）
- 逃亡医F 第6話・第7話（2022年2月19・26日、日本テレビ）- サムガリ 役
- 連続ドラマW 正体 第3話（2022年3月26日、WOWOW）- 冬本正治 役
- 悪女（わる）〜働くのがカッコ悪いなんて誰が言った?〜 第1話 - 第8話（2022年4月13日 - 、日本テレビ） - 本山祐介 役
- 元彼の遺言状 第3話（2022年4月25日、フジテレビ） - 進藤昌夫 役
- オールドルーキー 第1話（2022年6月26日、TBS） - 田町監督 役
- うちの弁護士は手がかかる 第3話（2023年10月27日、フジテレビ） - 田中 役
- JKと六法全書 第1話（2024年4月19日、テレビ朝日） - 田中始 役[1]
- ソロ活女子のススメ4 第8話（2024年5月23日、テレビ東京）[2] - 50代夫 役

### 配信ドラマ
- Hulu U35クリエイターズ・チャレンジ「速水早苗は一足遅い」（2022年2月、Hulu）

### 英語作品
- A Criminal Mind（Criminal Minds Parody）（2017年、you Tube） - The suspect 役
- The Nasty Environment（2017年、you Tube） - Robert 役
- The Whole Shebang（2017年、ups studio） - Professor B 役

### 映画
- 新宿の顔2（1997年、東映） - 貞次 役
- まむしの兄弟（1997年、東映） - ヒットマン 役
- 踊る大捜査線 THE MOVIE（1999年、東宝） - SAT隊員 役
- ゴジラ・モスラ・キングギドラ 大怪獣総攻撃（2001年、東宝）
- 生霊〜IKISUDAMA〜（2001年、東宝）
- 銀の男（2001年、CIA） - 金村弘巳 役（ホスト）
- 幸福の鐘（2002年、東北新社）
- 竜二〜Forever（2002年、アミューズピクチャーズ）
- うた魂♪（2008年、日活） - 大木大輔 役（湯の川学院高校合唱部員）

### オリジナルビデオ
- どチンピラ1・2（2001年、アンカー フィルムズ）
- ザ・代紋（2002年、アンカー フィルムズ）
- 修羅のみち3 広島四国全面戦争（2002年、東映ビデオ） - ヒットマン 役
- 浅草哀歌 -獅子の絆-（2002年、GPミュージアム） - キンタ 役
- 日本統一シリーズ（オールインエンタテインメント）
  - 日本統一42・43（2020年）- 風間弁護士
  - 日本統一50・51・52（2022年） - 銀座 東友会組員

### 自主映画
- カササギの食卓（2005年、監督：石川真吾） - 準主役（ぴあフィルムフェスティバル入選作品）
- エスカルゴ（2005年、監督：丸）（ぴあフィルムフェスティバル入選作品）
- 出発の時間（2006年、監督：石川真吾）

### 舞台
- 堀部圭亮A・LIVE（1996年、シアターサンモール）
- 舞台役者症候群像（1997年、シアターモリエール）
- 劇団GINGUIS FARM VOL.1（1998年、スペース107）
- 98総決算フルパワー炸裂!タカシ君お帰りセレクション（1998年、カンダパンセホール）
- 山彦ものがたり（1998年 -、全国公演・海外公演）＜東京芸術劇場ミュージカル月間優秀賞受賞＞
- ネオティックエンタープライズ・融合事務所提携公演「123〜ひふみ〜」（2004年、シアタートラム）
- 温泉きのこ vol.2『誉められる覚悟』（2004年、OFFOFFシアター）
- 真夏の温泉きのこ『ロマンチック・トンネル』（2004年、笹塚Duo STAGE BBs）
- ニュアンサー vol.6『さらば、ジャージライン』（2004年、シアター風姿花伝）
- ZAPPAプロデュース幕末時代劇「空-SORA-」（2005年、東京芸術劇場小ホール）＜池袋演劇祭・優秀賞受賞＞
- 温泉きのこノ愛ハ地球ヲ救ウ!シリーズVOL.1『謡う、相続人』（2005年、OFF・OFFシアター）
- ニュアンサー Vol.7『イデヲ』（2005年、王子小劇場）
- パーマ企画プロデュース「ルールブック・ジャンキース」（2005年、萬スタジオ）
- プロジェクト・ケイ プロデュース「あたっくNo.1」（2006年、東京芸術劇場小ホール）
- 駅前の温泉きのこ『ozone平野』（2006年、下北沢駅前劇場）
- 株式会社キティ/劇団たいしゅう小説家Present's『余白な僕ら』（2013年、新宿スペースゼロ）
- 東宝『雪まろげ』（2016年、シアター1010、シアタークリエ）

### CM
- NTTカードグループ（1996年）
- リクルート「仕事の教室」（1998年）
- クロネコヤマト（1998年）
- 全日空（2000年）
- HOME'S「探し続ならける男」篇（2006年）
- Mizkan「かおりの蔵」（2016年）
- クラシエ「HIMAWARI」出会い篇（2018年）
- docomo 料金1,980円訴求「一休さん」篇（2018年）
- 全労済 マイカー共済「My First Drive」編（2019年）

### MC
- せとうちコートダジュールイベント（総合司会）（2017年、有楽町交通会館）

### その他
- 柳葉敏郎コンサートツアー（1997年）
- サザンオールスターズ年越しライブ（1996年・1997年、横浜アリーナ）